# Patrick Thaler
Patrick Thaler (* 23. März 1978 in Bozen) ist ein ehemaliger italienischer Skirennläufer und dreifacher Olympionike (2006, 2010, 2014). Die Spezialdisziplin des Südtirolers war der Slalom, zu Beginn seiner Karriere ging er auch im Riesenslalom an den Start.

## Werdegang
Thaler stand bereits im Alter von zwei Jahren erstmals auf Skiern und wurde schon als Kind Italienischer Meister in seiner Altersklasse. Er wurde 1993 in den Südtiroler Landeskader aufgenommen und kam zwei Jahre später in den C-Kader des Italienischen Wintersportverbandes. 1997 wurde er in die italienische A-Nationalmannschaft einberufen.
1995 gewann er bei den Europäischen Olympischen Winter-Jugendtagen in Andorra la Vella die Goldmedaille im Riesenslalom.
Nach ersten Erfolgen bei FIS-Rennen startete Patrick Thaler im Januar 1997 erstmals im Europacup. Er feierte im Jahr 2003 seine ersten Siege und entschied in der Saison 2003/04 die Slalomwertung für sich. Thaler nahm an den Juniorenweltmeisterschaften 1996, 1997 und 1998 teil und gewann 1997 die Silbermedaille im Riesenslalom. In den Slalomrennen schied er jedes Mal aus. Am 8. März 1997 ging Thaler erstmals im Weltcup an den Start. Die ersten Punkte gewann er am 6. Januar 1998 im Riesenslalom von Saalbach-Hinterglemm, wo er den 23. Rang belegte. Anfangs war Thaler im Weltcup fast ausschließlich im Riesenslalom am Start, seit der Saison 2002/2003 fast nur noch im Slalom. In beiden Disziplinen konnte er sich zunächst nur selten für den zweiten Durchgang qualifizieren. Dies änderte sich ab der Saison 2004/05: Nachdem er im Januar 2005 seinen letzten Weltcup-Riesenslalom gefahren war, erreichte er am 27. Februar 2005 mit Platz acht im Slalom von Kranjska Gora erstmals eine Platzierung unter den schnellsten zehn.

### Olympische Winterspiele 2006
Nach weiteren Top-10-Ergebnissen im Weltcup nahm Thaler an den Olympischen Spielen 2006 im Slalom teil, schied aber bereits im ersten Durchgang aus. Bei den Weltmeisterschaften 2007 in Åre hatte er ebenfalls keinen Erfolg, auch hier konnte er den ersten Slalomdurchgang nicht beenden. Am 25. Januar 2009 erreichte Thaler seinen ersten Podestplatz im Weltcup, als er im Slalom von Kitzbühel hinter den beiden Franzosen Julien Lizeroux und Jean-Baptiste Grange Dritter wurde. Drei Wochen später erzielte er bei den Weltmeisterschaften 2009 in Val-d’Isère als einziger der vier Italiener, der nicht ausgefallen war, den siebten Platz.
Ab Beginn des Jahres 2010 konnte Thaler nicht mehr an seine Ergebnisse der letzten Jahre anschließen. Neben einem Ausfall bei den Olympischen Winterspielen 2010 konnte er sich im Weltcup immer seltener für einen zweiten Durchgang qualifizieren. In der Weltcupsaison 2010/2011 gelang ihm sogar nur einmal die Qualifikation für den zweiten Lauf, weshalb er sich innerhalb der italienischen Mannschaft nicht für die Weltmeisterschaften 2011 qualifizieren konnte. Nach zwei recht erfolglosen Jahren ist Thaler seit Beginn der Saison 2011/2012 wieder in der Weltspitze zu finden. In den ersten drei Weltcupslaloms des Winters fuhr er immer unter die schnellsten sieben. Vier weitere Male kam er unter die schnellsten 15, womit er im Slalomweltcup als 16. sein bisher bestes Resultat erreichte.
Die Weltcupsaison 2012/13 begann Thaler mit einem fünften Platz im Slalom von Levi – seinem besten Weltcupergebnis seit Januar 2009. Am 15. Dezember 2013 gelang ihm mit Platz 3 in Val-d’Isère die zweite Podestplatzierung seiner Karriere. Ein weiterer dritter Platz kam am 24. Januar 2014 in Kitzbühel hinzu.

### Olympische Winterspiele 2014
Bei den Olympischen Spielen 2014 schied er im ersten Slalom-Durchgang aus. Im Winter 2014/15 war ein fünfter Platz sein bestes Ergebnis, ebenso in der darauf folgenden Saison 2015/16. Nachdem ein sechster Platz sein bestes Ergebnis in der Saison 2016/17 gewesen war, verlor er im darauf folgenden Winter den Anschluss an die Weltspitze, da er in sieben von acht Rennen entweder im ersten Durchgang ausschied oder sich nicht für den zweiten Durchgang qualifizierte.
Sein letztes Weltcuprennen bestritt er in Schladming am 23. Januar 2018 und am selben Tag erklärte der 39-Jährige seine aktive Karriere für beendet.

### Privates
Patrick Thaler ist seit 2011 verheiratet und hat mit seiner Frau Evi Hochkofler drei Kinder.

## Erfolge

### Weltmeisterschaften
- Val-d’Isère 2009: 7. Slalom
- St. Moritz 2017: 24. Slalom

### Weltcup
- 28 Platzierungen unter den besten zehn, davon 3 Podestplätze

### Weltcupwertungen
| Saison  | Gesamt | Gesamt | Riesenslalom | Riesenslalom | Slalom | Slalom |
| Saison  | Platz  | Punkte | Platz        | Punkte       | Platz  | Punkte |
| ------- | ------ | ------ | ------------ | ------------ | ------ | ------ |
| 1997/98 | 103.   | 20     | 42.          | 20           | –      | –      |
| 1999/00 | 117.   | 13     | 44.          | 13           | –      | –      |
| 2003/04 | 105.   | 24     | –            | –            | 46.    | 24     |
| 2004/05 | 58.    | 104    | –            | –            | 19.    | 104    |
| 2005/06 | 57.    | 125    | –            | –            | 19.    | 125    |
| 2006/07 | 101.   | 36     | –            | –            | 38.    | 36     |
| 2007/08 | 57.    | 141    | –            | –            | 20.    | 141    |
| 2008/09 | 51.    | 160    | –            | –            | 18.    | 160    |
| 2009/10 | 96.    | 41     | –            | –            | 34.    | 41     |
| 2010/11 | 132.   | 15     | –            | –            | 49.    | 15     |
| 2011/12 | 51.    | 192    | –            | –            | 16.    | 192    |
| 2012/13 | 46.    | 160    | –            | –            | 17.    | 160    |
| 2013/14 | 21.    | 351    | –            | –            | 4.     | 351    |
| 2014/15 | 56.    | 130    | –            | –            | 18.    | 130    |
| 2015/16 | 42.    | 240    | –            | –            | 10.    | 240    |
| 2016/17 | 64.    | 111    | –            | –            | 22.    | 111    |
| 2017/18 | 141.   | 10     | –            | –            | 49.    | 10     |

### Europacup
- Saison 2003/04: 1. Slalomwertung
- 9 Podestplätze, davon 6 Siege:

| Datum             | Ort                  | Land       | Disziplin |
| ----------------- | -------------------- | ---------- | --------- |
| 24. Januar 2003   | Courchevel           | Frankreich | Slalom    |
| 15. März 2003     | Piancavallo          | Italien    | Slalom    |
| 2. Dezember 2003  | Åre                  | Schweden   | Slalom    |
| 20. Dezember 2003 | Donnersbachwald      | Österreich | Slalom    |
| 18. Dezember 2010 | Madonna di Campiglio | Italien    | Slalom    |
| 14. Dezember 2011 | Obereggen            | Italien    | Slalom    |

### Juniorenweltmeisterschaften
- Hoch-Ybrig 1996: 16. Riesenslalom
- Schladming 1997: 2. Riesenslalom
- Megève 1998: 5. Riesenslalom

### Weitere Erfolge
- 2 italienische Meistertitel (Riesenslalom 2002, Slalom 2016)
- Italienischer Juniorenmeister im Riesenslalom 1997
- 15 Siege in FIS-Rennen